# Chiazm
Chiazm (gr. χιασμός chiasmos, χίασμα chiasma – „ułożenie na krzyż”, „skrzyżowanie”) – klasyczna figura retoryczna, odmiana inwersji. Paralelizm składniowy polegający na odwróceniu symetrii dwóch całostek składniowych, z których druga powtarza porządek syntaktyczny składników, ale w odwrotnej kolejności. Szczególnie według schematu: podmiot – orzeczenie, orzeczenie – podmiot, np:
Grusza szeleści i szumi kłos – (J. Słowacki, Do autora „Skarg Jeremiego”)
lub części zdania:
Żywiołem ptaków jest powietrze, ziemia – innych stworzeń.

## Chiazmy w Biblii
W starożytnych tekstach hebrajskch i greckich Starego i Nowego Testamentu stosunkowo często występują chiazmy. Wiele z nich zanikło w trakcie tłumaczenia Biblii na inne języki, jednak niektóre w dalszym ciągu można odnaleźć na kartach Biblii. Następujące cytaty posłużą za przykład, aby ukazać paralelną strukturę tekstu. Elementy chiazmów są często oznaczone w formie A B B A, gdzie litery odpowiadają gramatyce, słowom, lub znaczeniu.

A — „A wielu pierwszych

    B — będzie ostatnimi;

    B1 — a ostatni

A1 — będą pierwszymi”. Słowa Jezusa (Ewangelia Mateusza 19:30)

A — „Bo kto by chciał duszę swoją zachować,

    B — utraci ją,

    B1 — a kto by utracił duszę swoją dla mnie,

A1 — zachowa ją”. Jezus (Ewangelia Marka 8:35)

A — „Nie dawajcie psom tego, co święte

    B — i nie rzucajcie swych pereł przed świnie,

    B1 — by ich nie podeptały nogami (świnie),

A1 — i obróciwszy się, nie rozszarpały was (psy)”. Jezus (Ewangelia Mateusza 7:6)

A — „Na początku było Słowo,

    B — a Słowo było u Boga,

    B1 — a Bogiem było Słowo,

A1 — Ono było na początku u Boga'”. (Ewangelia Jana 1:1-2) 

A — „Nikt nie może dwóm Panom służyć,

    B — bo albo jednego będzie nienawidził,

       C — a drugiego będzie miłował;

       C1 — albo z jednym będzie trzymał,

    B1 — a drugim wzgardzi.

A1 — nie możecie służyć Bogu i Mamonie”. (Ewangelia Łukasza 16:13)

A — „Znieczul serce tego ludu,

    B — i dotknij jego uszy głuchotą,

        C — a jego oczy ślepotą;

        C1 — aby nie widział swoimi oczyma,

    B1 — i nie słyszał swoimi uszyma,

A1 — i nie rozumiał swoim sercem, żeby się nie nawrócił i nie ozdrowiał.” (Księga Izajasza 6:10)

A — ...„pójdźmy w pielgrzymce na górę Pana,

    B — do świątyni Boga Jakuba

        C — i będzie nas uczył dróg Swoich abyśmy mogli chodzić Jego ścieżkami

            D — gdyż z Syjonu wyjdzie zakon… wtedy rozsądzać będzie narody

                E — i przekują swoje miecze na lemiesze,

                E1 — a swoje włócznie na sierpy:

            D1 — żaden naród nie podniesie miecza przeciw narodowi,

        C1 — i nie będą się już uczyć sztuki wojennej.

    B1 — Domu Jakubowy!

A1 — Nuże! postępujmy w światłości Pana!” (Księga Izajasza 2:3-5)

A — „Pamiętaj

  B — na Jezusa Chrystusa, potomka Dawida, 

    C — On według Ewangelii mojej powstał z martwych,

      D — dla niej znoszę niedolę

        E — aż do więzów jako złoczyńca,

        E1 — ale Słowo Boże nie jest związane;

      D1 — dlatego znoszę wszystko przez wzgląd na wybranych,

    C1 — aby i oni dostąpili zbawienia

  B1 — w Jezusie Chrystusie

A1 — z wieczną chwałą.” (2 List do Tymoteusza 2:8-10)